# Round Lake Heights
Pour les articles homonymes, voir Round Lake.
Round Lake Heights est un village situé au centre du comté de Lake dans l'Illinois, aux États-Unis,.

## Démographie
Lors du recensement de 2010, le village comptait une population de 2 676 habitants. Elle est estimée, en 2016, à 2 707 habitants.

## Source de la traduction
- (en) Cet article est partiellement ou en totalité issu de l’article de Wikipédia en anglais intitulé « Round Lake Heights, Illinois » (voir la liste des auteurs).